# Union Sportive Ouakam
El Union Sportive Ouakam es un equipo de fútbol de Senegal que juega en la Liga senegalesa de fútbol, la categoría mayor de fútbol en el país.
Fue fundado en 1951 en Dakar, la capital de Senegal.

## Palmarés
- Liga senegalesa de fútbol: 1

2011.
- Copa senegalesa de fútbol: 3

1964, 1989, 2006.

## Participación en competiciones de la CAF
| Temporada | Torneo                       | Ronda            | Club                       | Casa | Visita | Global      |
| --------- | ---------------------------- | ---------------- | -------------------------- | ---- | ------ | ----------- |
| 1990      | Recopa Africana              | 1                | Tonnerre Yaoundé           | 2-0  | 1-0    | 3-0         |
| 1990      | Recopa Africana              | 2                | Requins de l'Atlantique FC | 1-0  | 0-0    | 1-0         |
| 1990      | Recopa Africana              | Cuartos de final | BCC Lions                  | 0-1  | 1-3    | 1-4         |
| 2007      | Copa Confederación de la CAF | 1                | Étoile Filante Ouagadougou | 1-0  | 0-1    | 1-1 (3-4 p) |
| 2012      | Liga de Campeones de la CAF  | Preliminar       | Brikama United             | 1-0  | 0-1    | 1-1 (3-5 p) |

## Jugadores

### Jugadores destacados
- Pape Malickou Diakhaté
- Guirane N’Daw